# Мария Фёдоровна (жена Александра III)
Мари́я Фёдоровна (Фео́доровна) (при рождении Мария София Фредерика Дагмар (Да́гмара, Да́гмарь), дат. Marie Sophie Frederikke Dagmar; 14 (26) ноября 1847, Копенгаген, Дания — 13 октября 1928, вилла Видёре под Клампенборгом, Дания) — российская императрица, супруга Александра III (с 28 октября 1866), мать императора Николая II.
Дочь Кристиана, принца Глюксбургского, впоследствии Кристиана IX, короля Дании. Её родная сестра — Александра Датская, супруга британского короля Эдуарда VII, сын которых Георг V имел портретное сходство с Николаем II.
Тезоименитство — 22 июля по юлианскому календарю (Марии Магдалины), неприсутственный день в царствования Александра III и Николая II, а также Александра II.

## Биография

### Ранние годы

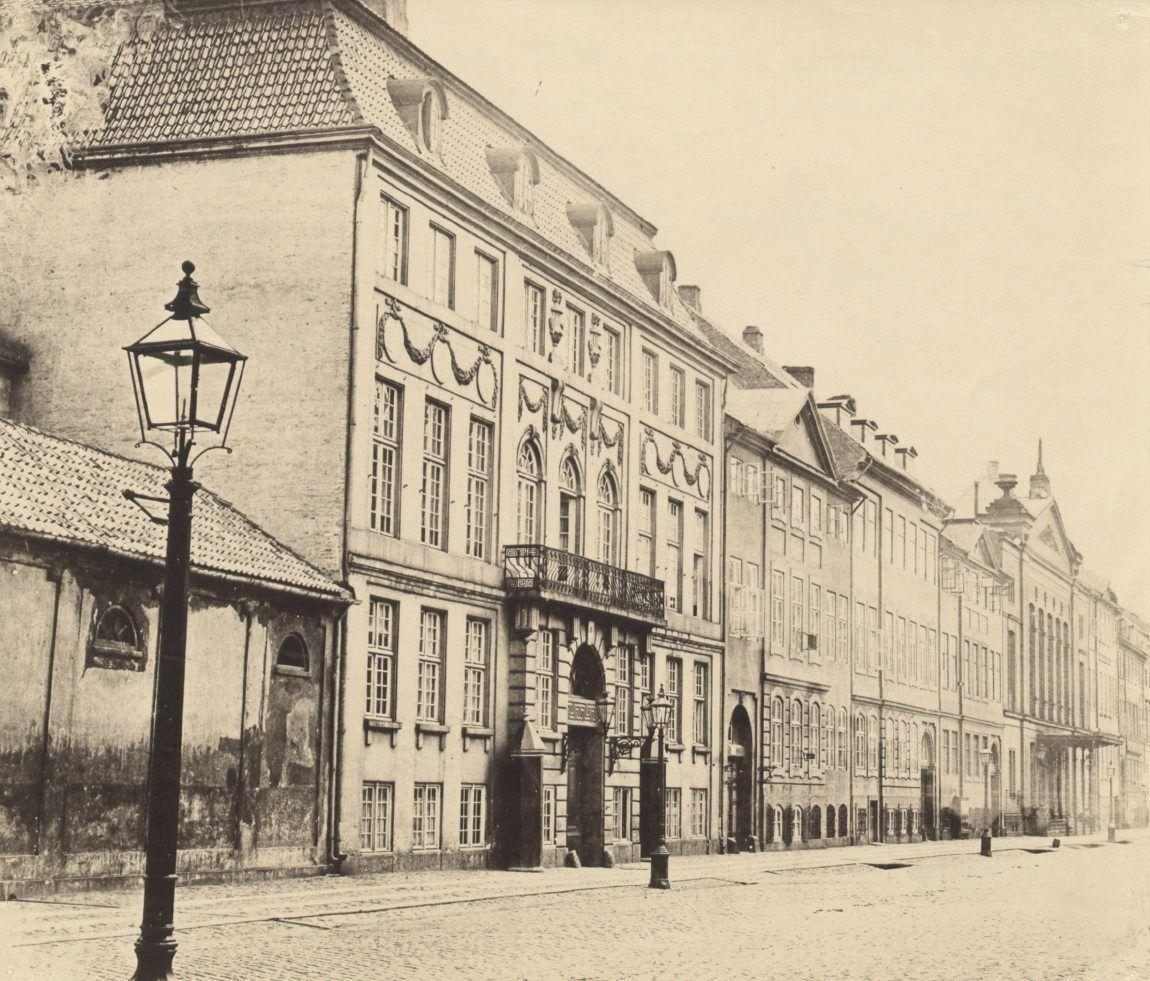
Жёлтый дворец в Копенгагене

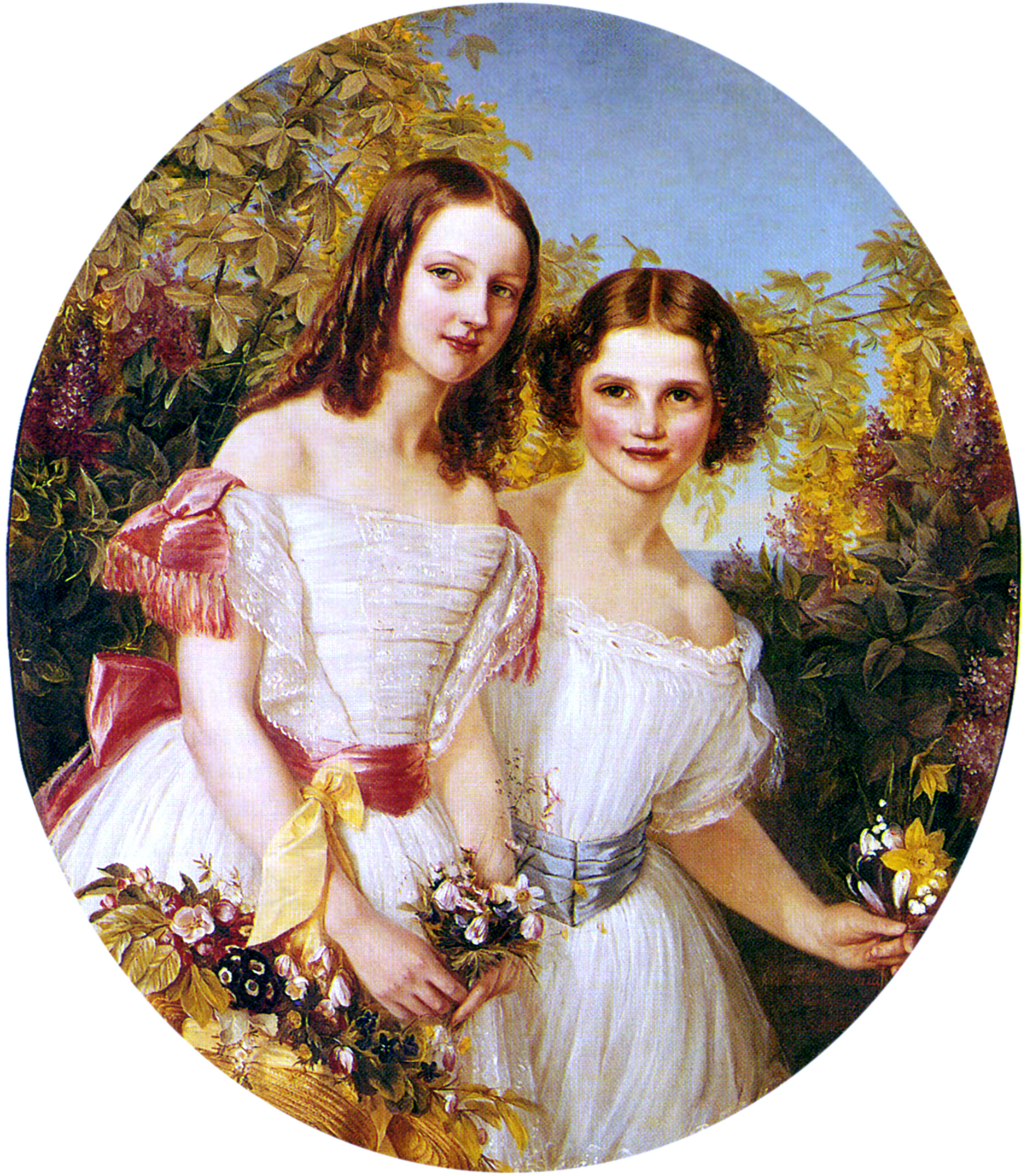
Александра и Дагмара Датские. Элизабет Йерихау-Бауман, 1856 г., Королевская коллекция во дворце Амалиенборг

Принцесса Дагмара родилась 26 ноября 1847 года в жёлтом дворце Копенгагена, рядом с королевским дворцовым комплексом Амалиенборг. Она была четвёртым ребёнком и второй дочерью немецкого принца Кристиана Шлезвиг-Гольштейн-Зондербург-Глюксбургского (1818—1906) и Луизы, принцессы Гессен-Кассельской (1817—1898). Со стороны отца принцесса была внучкой герцога Фридриха Вильгельма Глюксбургского и Луизы Каролины Гессен-Кассельской; по матери — Вильгельма Гессен-Кассельского и Луизы Шарлотты Датской. Оба родителя принцессы были правнуками датского короля Фредерика V и праправнуками британского короля Георга II. Свои имена Мария София Фредрика Дагмара новорождённая получила в честь овдовевшей датской королевы Марии Софии Фредрики Гессен-Кассельской и средневековой датской королевы Дагмары Богемской. В Дании она была известна как принцесса Дагмара, а в семье её всю жизнь звали Минни.
В семье уже было трое старших детей, принц Фредерик, принцесса Александра и принц Вильгельм, позже появились двое младших детей — принцесса Тира и принц Вальдемар. Все они позже заключили выгодные брачные союзы с представителями королевских семей Европы, что принесло их родителям прозвище «тестя и тёщи Европы».
В начале жизни Дагмары семья жила относительно незаметно. Принц Кристиан получал около 800 фунтов стерлингов в год благодаря службе в датской армии. Семья проживала в Жёлтом дворце, который был отдан в пользование королём Кристианом VIII. Но в 1852 году её отец по воле великих держав стал наследником бездетного датского короля Фредерика VII. Кристиану был пожалован титул принца Датского и отдан в пользование ещё один дворец, Бернсторф, где супруги с детьми жили в тёплое время года. Семья продолжала вести скромный образ жизни и очень редко бывать при королевском дворе. Детство и юность Дагмар провела в Дании между Жёлтым и Бернсторфским дворцами, где получила домашнее образование вместе с братьями и сёстрами. Дагмара была близка со своей старшей сестрой Александрой, и всю жизнь у них была крепкая связь.

### Брак

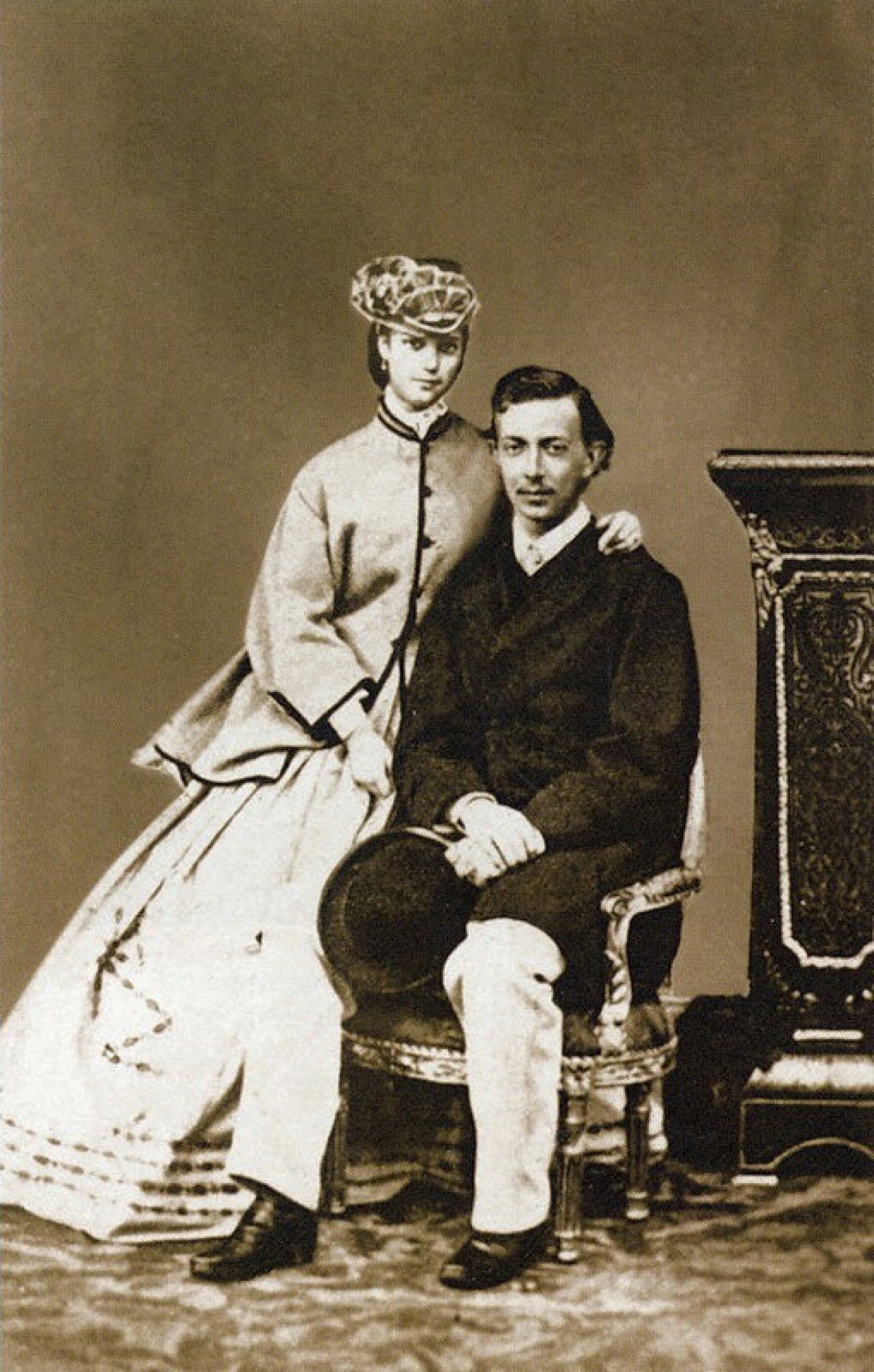
Цесаревич Николай Александрович с невестой, принцессой Дагмар. 1864 г.

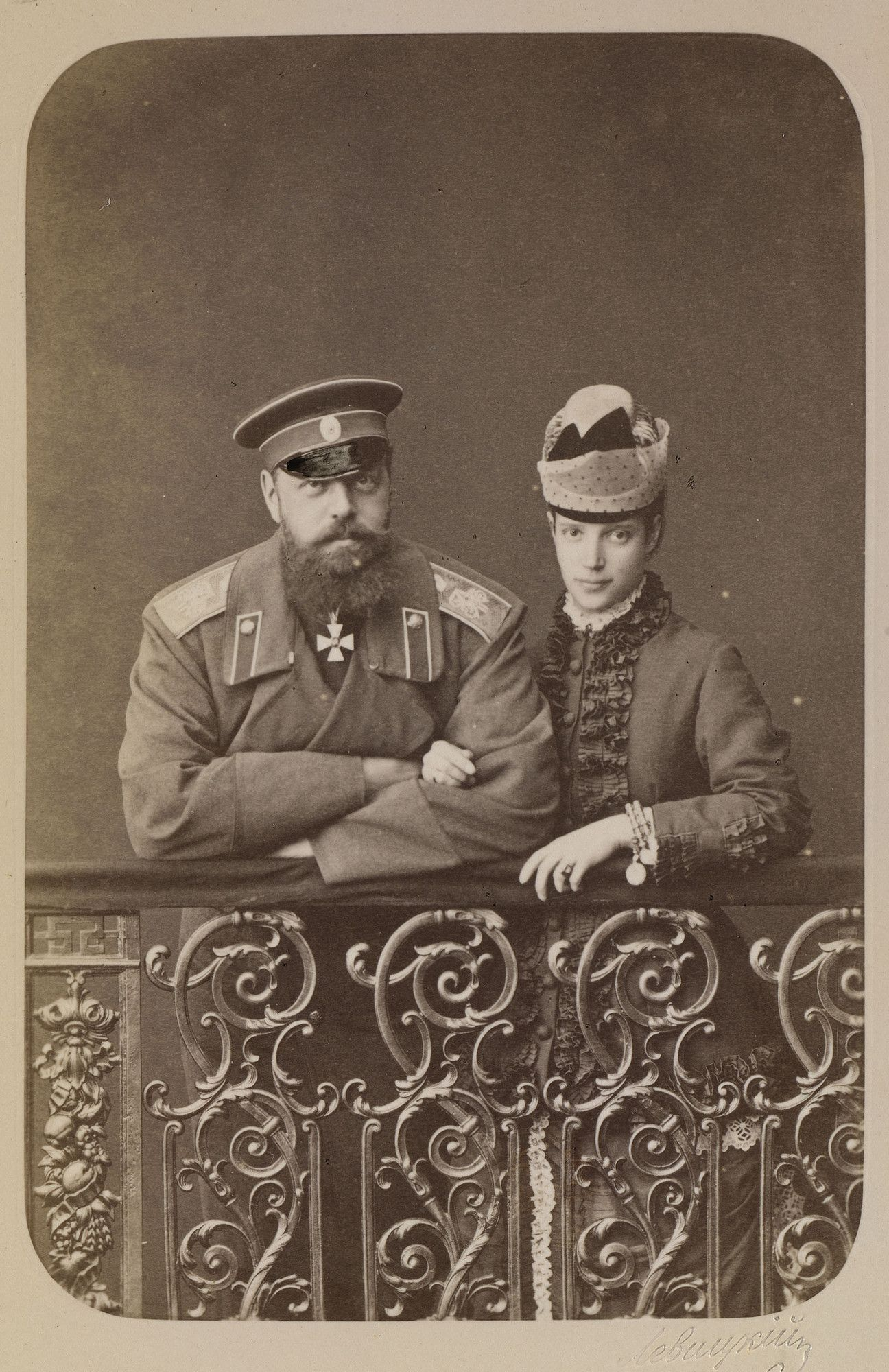
Цесаревич Александр Александрович и цесаревна и великая княгиня Мария Федоровна, конец 1870-х гг.

Первоначально была невестой цесаревича Николая Александровича, старшего сына Александра II, умершего в 1865 году. После его смерти возникла привязанность между Дагмарой и великим князем Александром Александровичем, которые вместе ухаживали за умирающим цесаревичем. Александр Александрович писал отцу: «Я чувствую, что могу и даже очень полюбить милую Минни, тем более что она так нам дорога. Даст Бог, чтобы все устроилось, как я желаю. Решительно не знаю, что скажет на все это милая Минни; я не знаю её чувства ко мне, и это меня очень мучает. Я уверен, что мы можем быть так счастливы вместе. Я усердно молюсь Богу, чтобы Он благословил меня и устроил мое счастье».
Наконец цесаревич решился сделать предложение, о чём 11 июня 1866 года написал отцу: «Я уже собирался несколько раз говорить с нею, но все не решался, хотя и были несколько раз вдвоём. Когда мы рассматривали фотографический альбом вдвоем, мои мысли были совсем не на картинках; я только и думал, как бы приступить с моею просьбою. Наконец я решился и даже не успел всего сказать, что хотел. Минни бросилась ко мне на шею и заплакала. Я, конечно, не мог также удержаться от слез. Я ей сказал, что милый наш Никс много молится за нас и, конечно, в эту минуту радуется с нами. Слезы с меня так и текли. Я её спросил, может ли она любить ещё кого-нибудь, кроме милого Никса. Она мне отвечала, что никого, кроме его брата, и снова мы крепко обнялись. Много говорили и вспоминали о Никсе, о последних днях его жизни в Ницце и его кончине. Потом пришла королева, король и братья, все обнимали нас и поздравляли. У всех были слезы на глазах».
Помолвка состоялась во дворце Фреденсборг недалеко от Копенгагена 17 июня 1866 года; спустя три месяца нареченная невеста прибыла в Кронштадт. Погода в этот сентябрьский день была совершенно летняя (более 20 градусов), что отметил поэт Тютчев в посвящённом приезду принцессы стихотворении «Небо бледно-голубое…» Дагмара приняла православие (через миропомазание) в соборной церкви Зимнего дворца 12 (24) октября, а на следующий день состоялся обряд обручения и наречения её новым именем — великой княжной Марией Фёдоровной. Браковенчание было совершено в Большой церкви Зимнего дворца 28 октября (9 ноября) 1866 года; после чего супруги жили в Аничковом дворце.
Мария, жизнелюбивая и жизнерадостная по характеру, была тепло принята придворным и столичным обществом. Брак её с Александром, несмотря на то, что их отношения завязались при таких скорбных обстоятельствах (вдобавок, Александру пришлось победить сильную сердечную привязанность к фрейлине Марии Мещерской), оказался удачным; в продолжение почти тридцатилетней совместной жизни супруги сохранили друг к другу искреннюю привязанность.

### Императрица и вдовствующая императрица

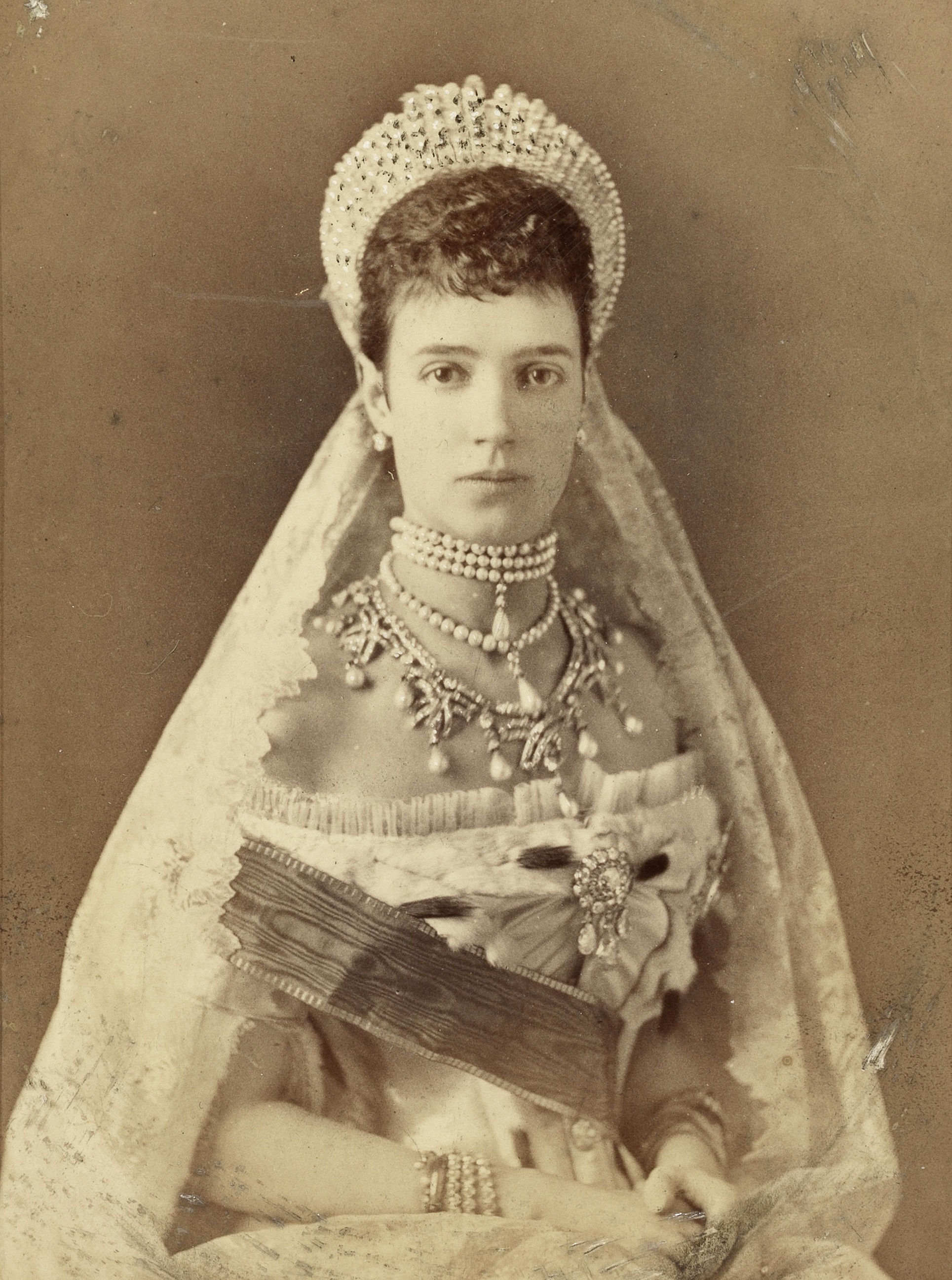
Императрица Мария Фёдоровна в 1881 году

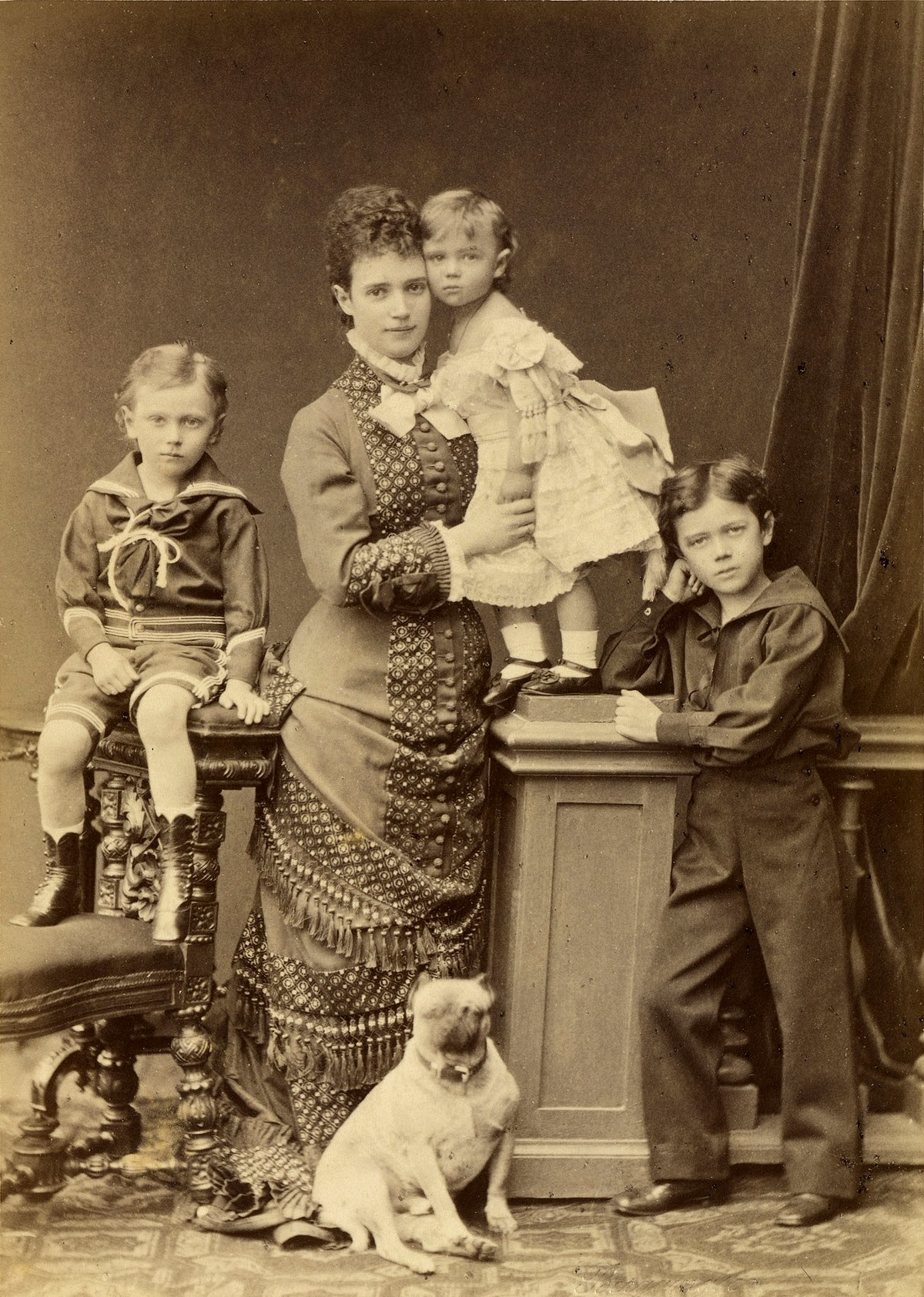
Цесаревна и великая княгиня Мария Фёдоровна с детьми. Слева направо: Георгий, Ксения, Николай. 1879

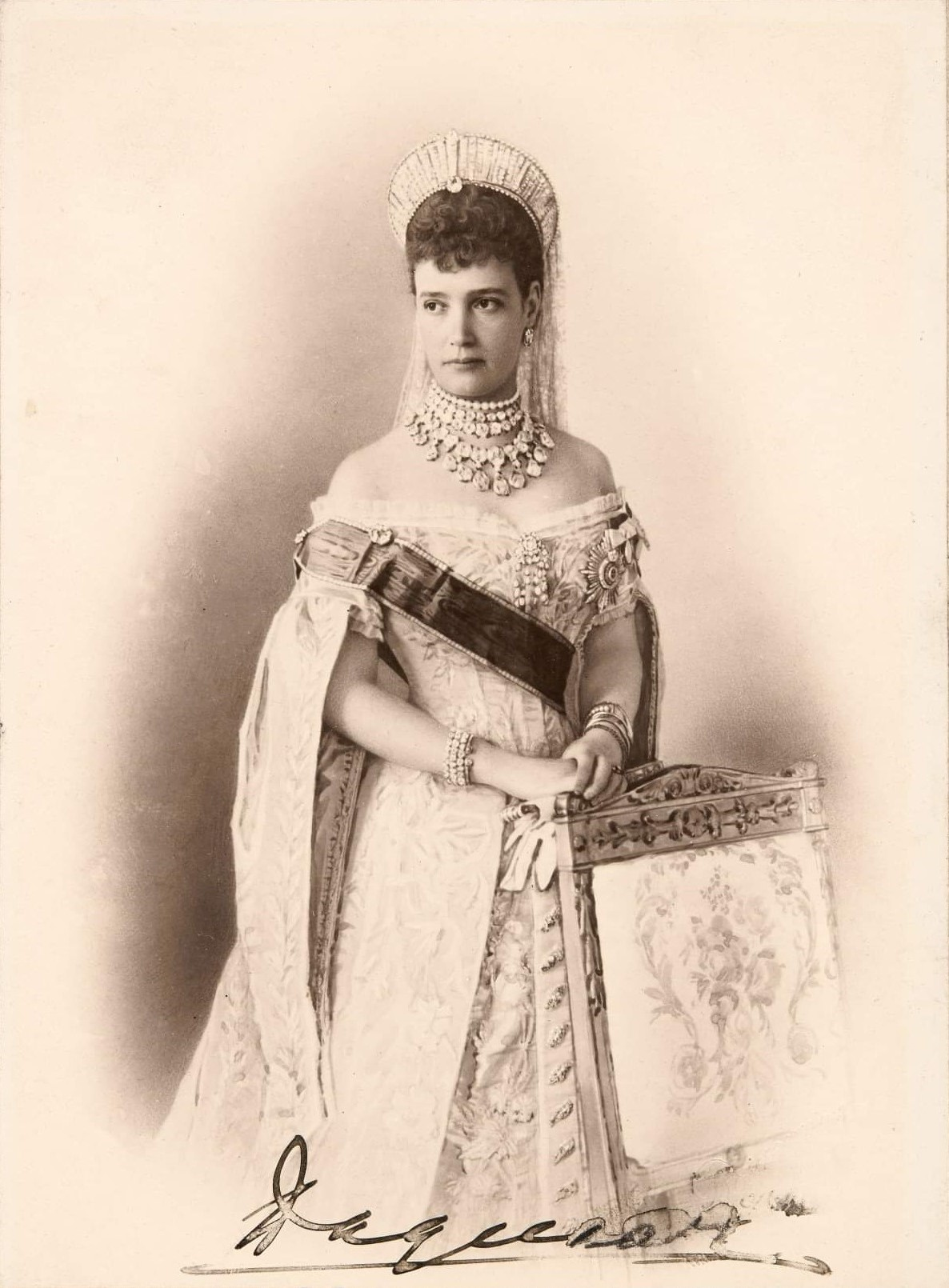
Императрица Мария Фёдоровна в русском платье с диадемой и колье из 51 бриллианта. 1896—1898 гг. Автограф на фотографии.

С 1881 года императрица, после смерти мужа в 1894 году — вдовствующая императрица. Датскому происхождению Марии Фёдоровны приписывают её неприязнь к Германии, повлиявшую якобы на внешнюю политику Александра III. В годы царствования Николая II покровительствовала С. Ю. Витте.
Мария Фёдоровна покровительствовала искусству и, в частности, живописи. Одно время сама пробовала кисти, в чём её наставником был академик Н. Д. Лосев. Кроме того она попечительствовала Женскому патриотическому обществу, Обществу спасения на водах, возглавляла Ведомства учреждений императрицы Марии (учебные заведения, воспитательные дома, приюты для обездоленных и беззащитных детей, богадельни), Российское общество Красного Креста (РОКК). Благодаря её инициативе в бюджет РОКК шли пошлины за оформление загранпаспортов, железнодорожные сборы с пассажиров первого класса, а во время Первой Мировой войны — «подепешный сбор» в 10 копеек с каждой телеграммы, что существенно повлияло на увеличение бюджета Российского Красного Креста.

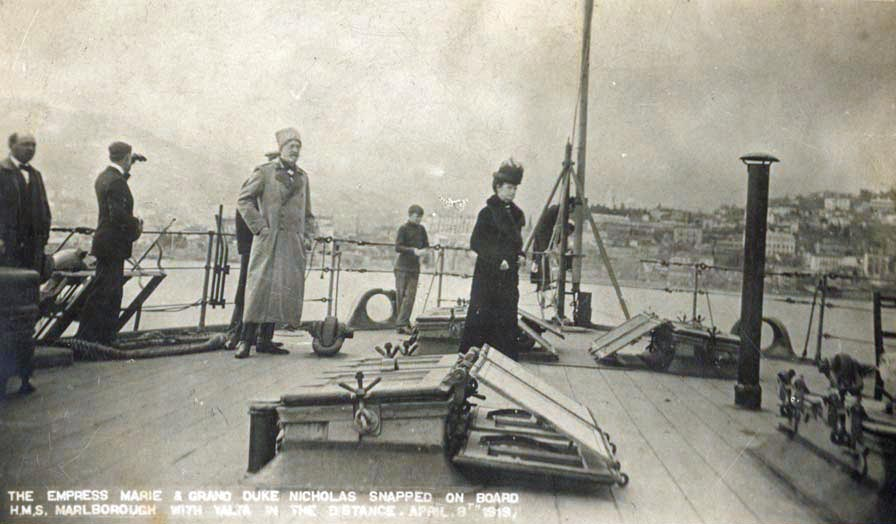
Крым, Ялта. Мария Фёдоровна и Николай Николаевич на борту британского линкора «Мальборо» 11 апреля 1919 г.

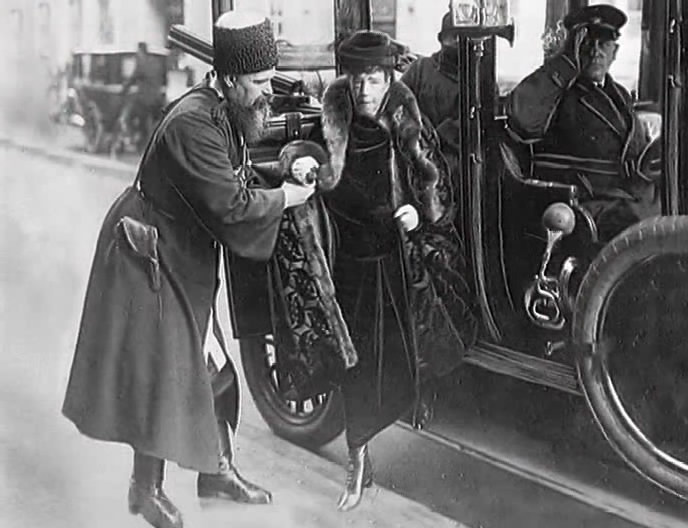
Мария Фёдоровна в Копенгагене. 1924 г.

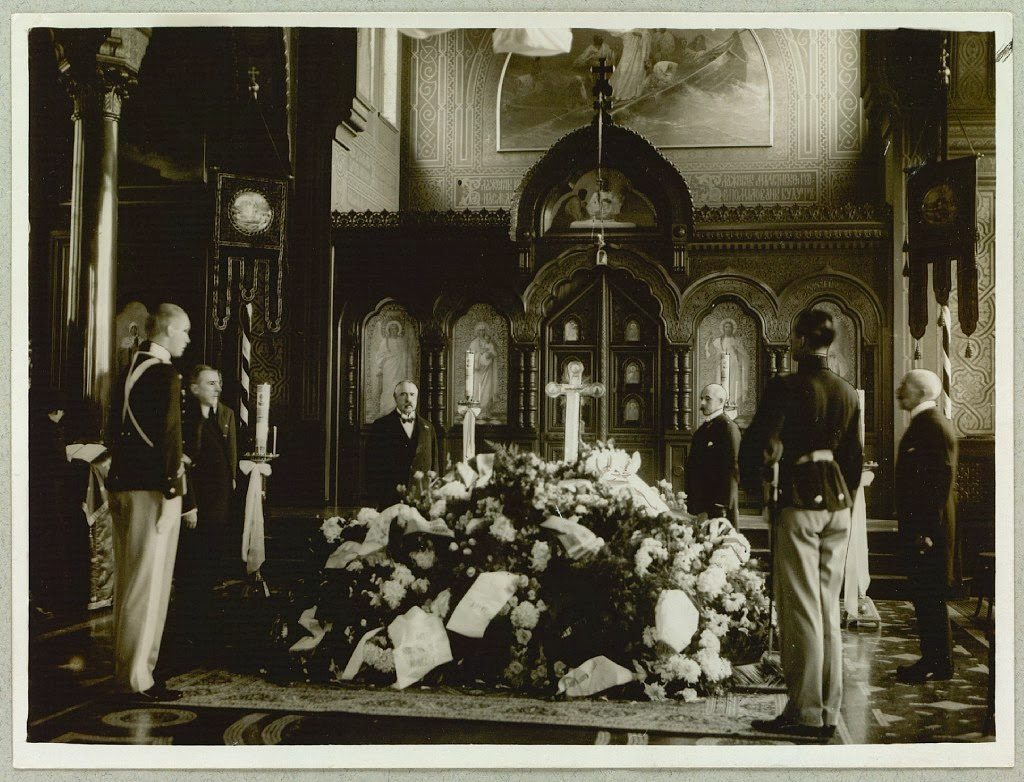
Похороны Марии Фёдоровны. Почётный караул у гроба в храме св. Александра Невского в Дании. 1928 г.

В июне 1915 г. Мария Фёдоровна выезжала на месяц в Киев. В августе 1915 г. безрезультатно умоляла Николая II не принимать на себя верховное главнокомандование. В 1916 г. переехала из Петрограда в Киев. Поселилась в Мариинском дворце, занимаясь организацией госпиталей, санитарных поездов и санаториев, где поправляли своё здоровье тысячи раненых. Её посещали многочисленные дети, внуки, невестка. 19 октября 1916 г. отметила в Киеве полувековой юбилей своего непосредственного участия в делах Ведомства учреждений императрицы Марии.
Об отречении императора узнала в Киеве; выезжала в Могилёв, чтобы увидеться с «дорогим Ники». Затем вместе с младшей дочерью Ольгой и мужем старшей дочери Ксении великим князем Александром Михайловичем перебралась в Крым. В апреле 1919 года на борту британского линкора «Мальборо» в ходе Крымской эвакуации 1919 года эвакуирована в Великобританию, к своему племяннику королю Георгу V, а оттуда вскоре переехала в родную Данию, где королём был её другой племянник Кристиан X.

### Изгнание
В 1920 году поселилась на вилле Видёре, приобретённой ею и сестрой Александрой ещё в 1907 году, чтобы вместе проводить там лето. Отклоняла всякие попытки русской эмиграции вовлечь её в политическую деятельность. Умерла там же в Видёре 8 лет спустя в возрасте 80 лет.
Чин погребения её был совершён 19 октября 1928 года в храме Александра Невского приехавшим без приглашения митрополитом Евлогием (Георгиевским), бывшим тогда под запрещением Архиерейского Синода РПЦЗ и считавшим себя в ведении Московской Патриархии (митрополита Сергия (Страгородского)), что вызвало скандал в среде эмиграции и необходимость для председателя Архиерейского Синода митрополита Антония (Храповицкого) дать разъяснения через печать о том, почему он не приехал в Копенгаген, равно как и назначенные им архиереи: «<…> Я действительно не имел возможности выехать ввиду недомогания моего и некоторых затруднений, связанных с таким спешным выездом в другую страну. <…> Ныне мы получили донесение, что Архиепископ Серафим и Епископ Тихон, узнавшие о спешном выезде запрещённого Собором Архиереев в священнослужении Митрополита Евлогия с также запрещённым протоиереем Прозоровым, затруднились выехать и тем предотвратили непременно имевший возникнуть вопрос, кому совершать погребение почившей Императрицы <…>».

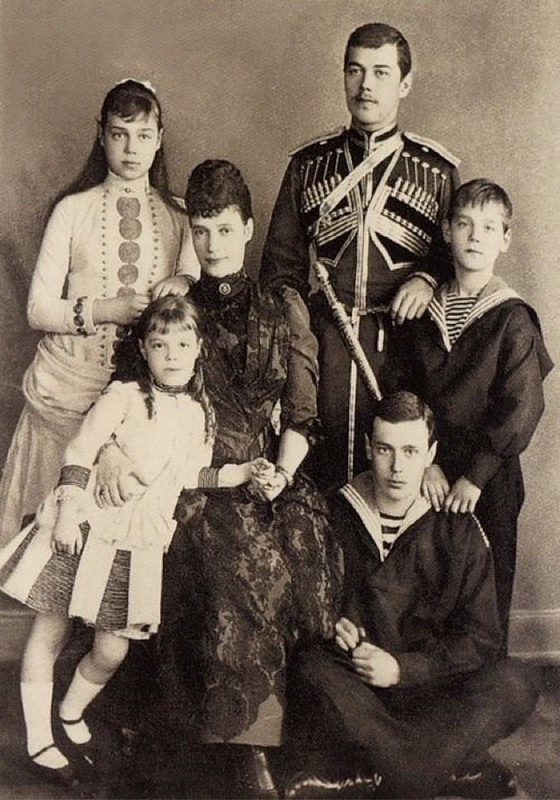
Императрица Мария Фёдоровна с детьми Николаем, Георгием, Ксенией, Михаилом и Ольгой, 1888 г.

### Дети
1. Николай II (6 мая 1868 — 17 июля 1918, Екатеринбург)[12]
2. Александр Александрович (26 мая 1869 — 20 апреля 1870, Санкт-Петербург)
3. Георгий Александрович (27 апреля 1871 — 28 июня 1899 года, Абастумани)
4. Ксения Александровна (25 марта 1875 — 20 апреля 1960, Лондон)
5. Михаил Александрович (22 ноября 1878 — 13 июня 1918, Пермь)
6. Ольга Александровна (1 июня 1882 — 24 ноября 1960, Торонто)

## Перенос останков Марии Фёдоровны в Санкт-Петербург

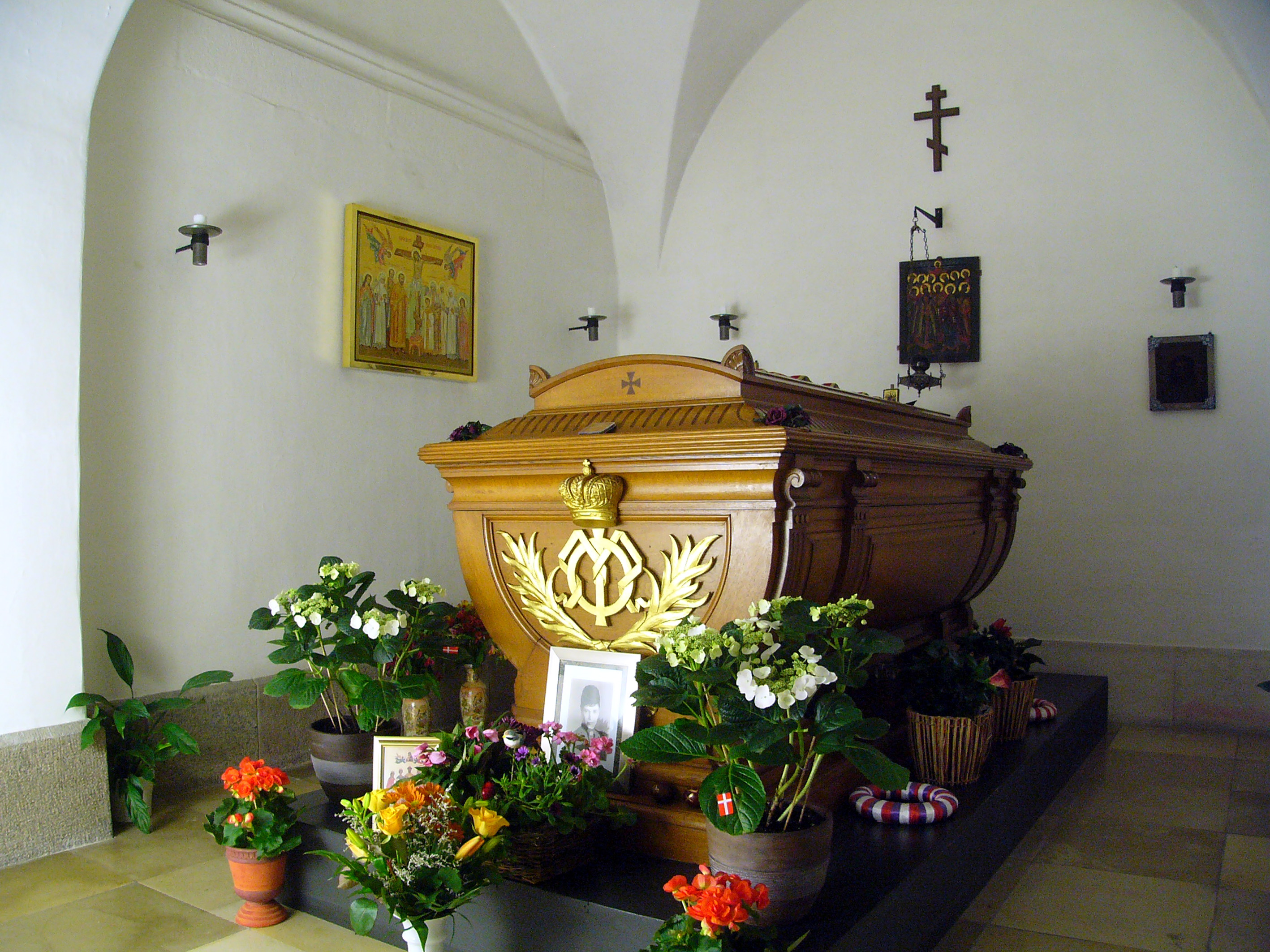
Гроб в соборе в Роскилле

Мария Фёдоровна умерла 13 октября 1928 года. После отпевания 19 октября в православной церкви она была похоронена рядом с родителями в саркофаге королевской усыпальницы, расположенной в соборе датского города Роскилле. Там же покоятся другие члены датской королевской семьи.
В 2004—2005 годах между российским и датским правительствами было достигнуто соглашение о переносе останков Марии Фёдоровны из Роскилле в Петропавловский собор в Санкт-Петербурге, где Мария Фёдоровна завещала похоронить себя рядом с мужем.

### Прощание в Дании
22 сентября 2006 года в 18:00 по местному времени в крипте собора в Роскилле делегацией Русской православной церкви, состоящей из епископа, трёх священников, диакона и мужского хора, было совершено заупокойное богослужение в присутствии представителей Русской православной церкви заграницей, членов датской королевской семьи, датского правительства и официальной делегации из России.

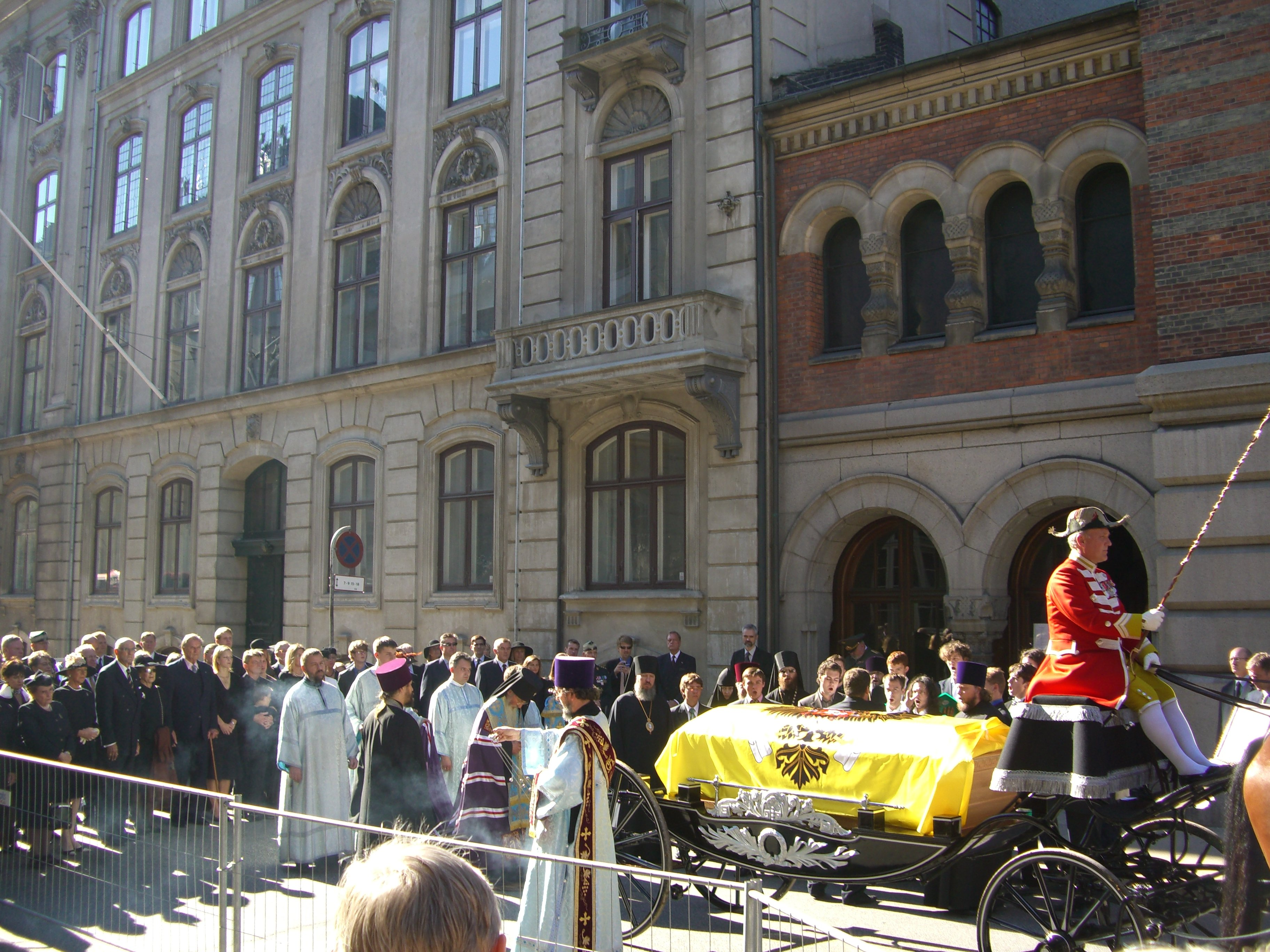
Заупокойное богослужение возле храма Александра Невского в Копенгагене

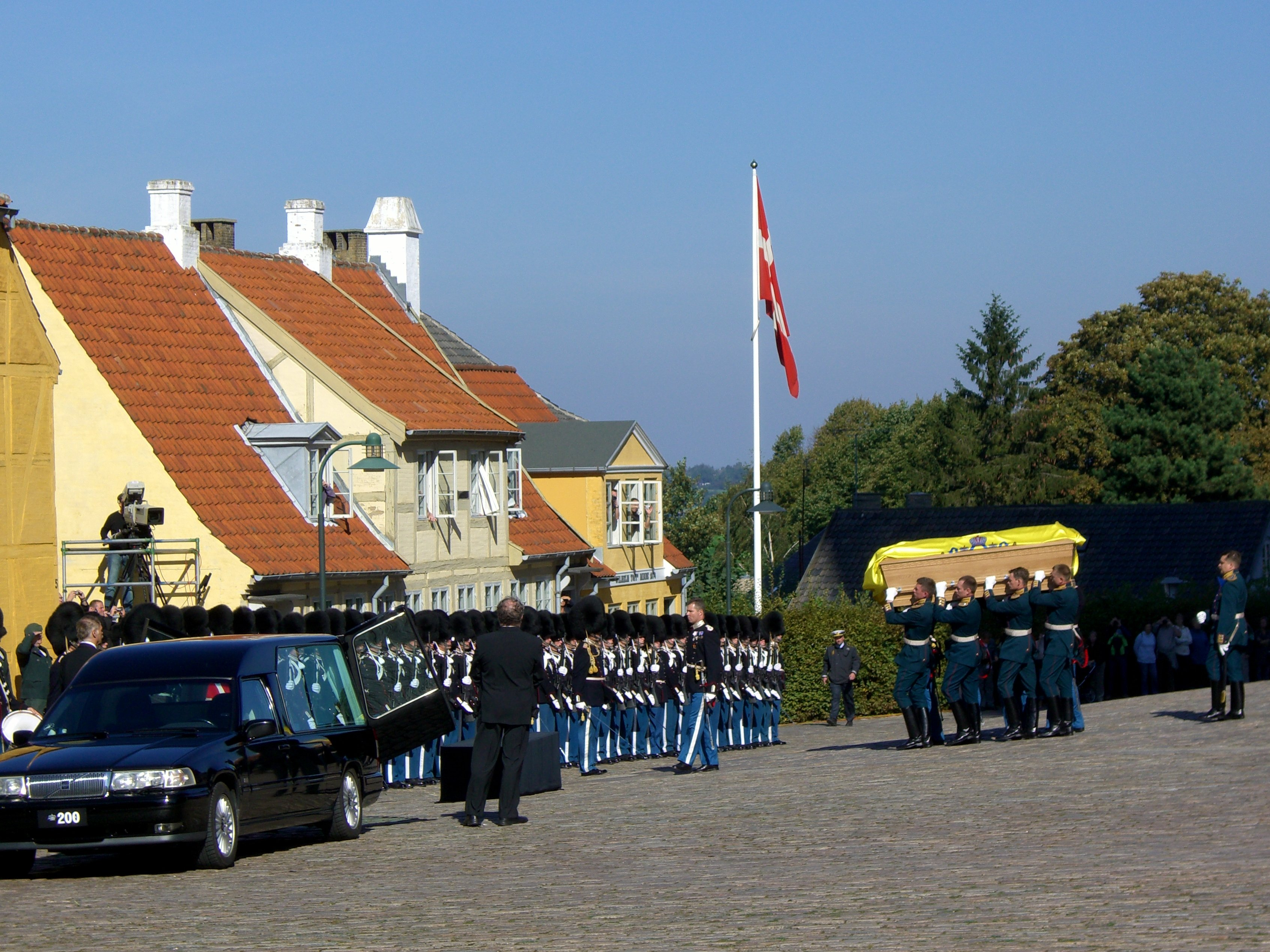
Вынос гроба из собора

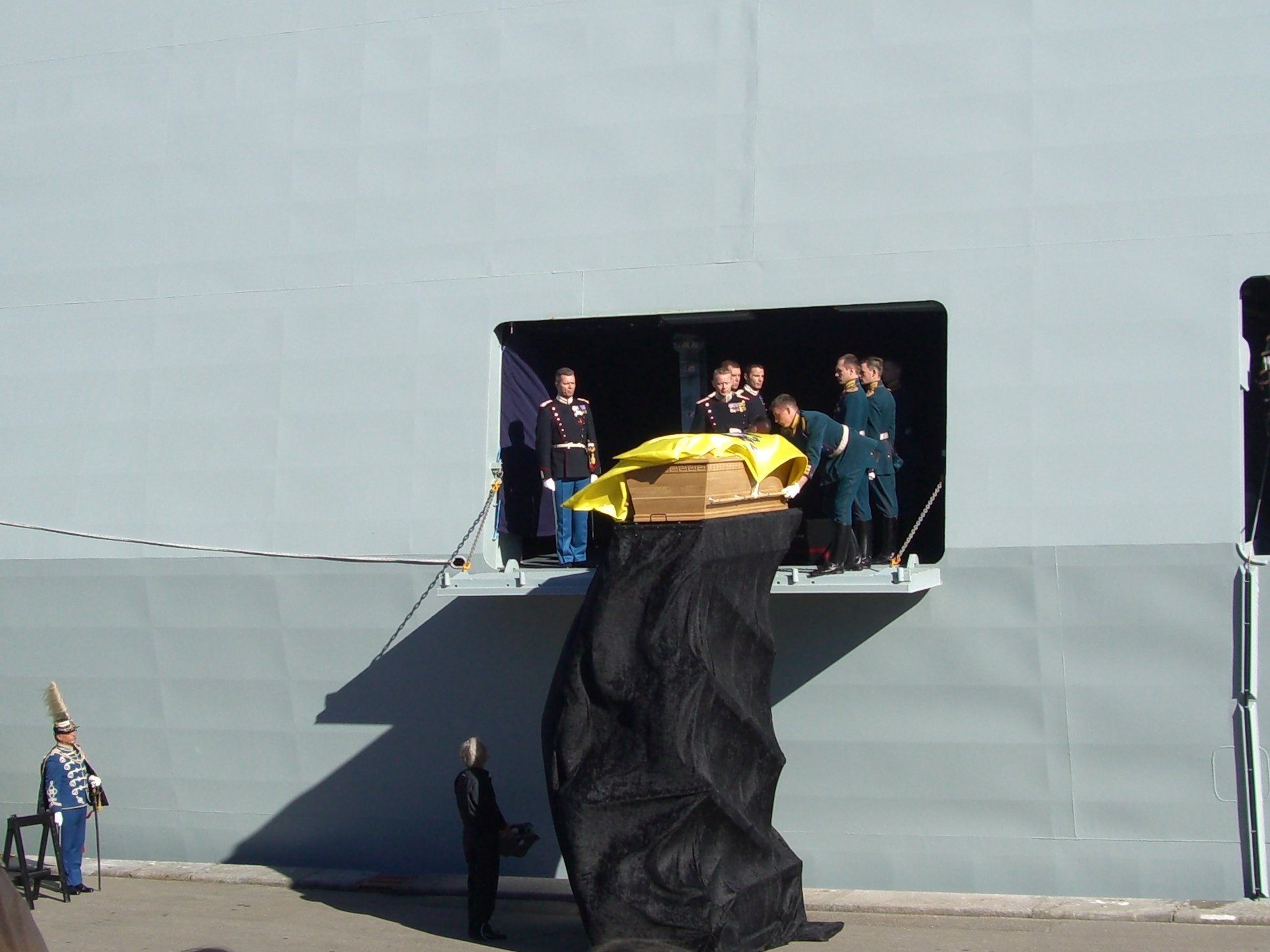
Поднятие гроба с останками на корабль

23 сентября в 11:30 священником датской церкви было проведено заупокойное богослужение в соборе Роскилле. На нём присутствовали королева Дании Маргрете II, принц-консорт Хенрик и другие члены датской королевской семьи, представители датского правительства и парламента, родственники императрицы и представители Русской православной церкви. Богослужение провели королевский исповедник, профессор, доктор теологии Кристиан Тодберг и епископ Роскильской епархии, доктор теологии Ян Линдхардт. В числе российской делегации были министр культуры Александр Соколов, заместитель министра иностранных дел Владимир Титов, директор Эрмитажа Михаил Пиотровский и другие.
В 12:30 по окончании богослужения гроб с останками императрицы был вынесен из собора и в сопровождении траурного кортежа перевезён в Копенгаген. От дворца Кристианборг гроб в сопровождении гусарского полка отправился в порт. Процессия проехала через дворец Амалиенборг и в 14:00 сделала остановку возле храма святого благоверного князя Александра Невского. На улице возле храма представителями РПЦЗ было проведено заупокойное богослужение и процессия последовала в порт, куда также прибыли датская королевская семья и другие приглашённые.
В порту гроб с останками императрицы Марии Фёдоровны был поднят на датский корабль «Эсберн Снаре» (дат. «Esbern Snare») и отправился в Кронштадт. Священник Московского Патриархата сопровождал гроб на корабле из Копенгагена в Санкт-Петербург. В Россию отправилась также копия Иерусалимской иконы Божией Матери, написанная специально для церемонии перезахоронения датской художницей Бирте Нильсен (Birte Nielsen). В течение сорока дней икона находилась в храме Александра Невского, а после перезахоронения останков Марии Фёдоровны осталась в Петропавловском соборе Петербурга.

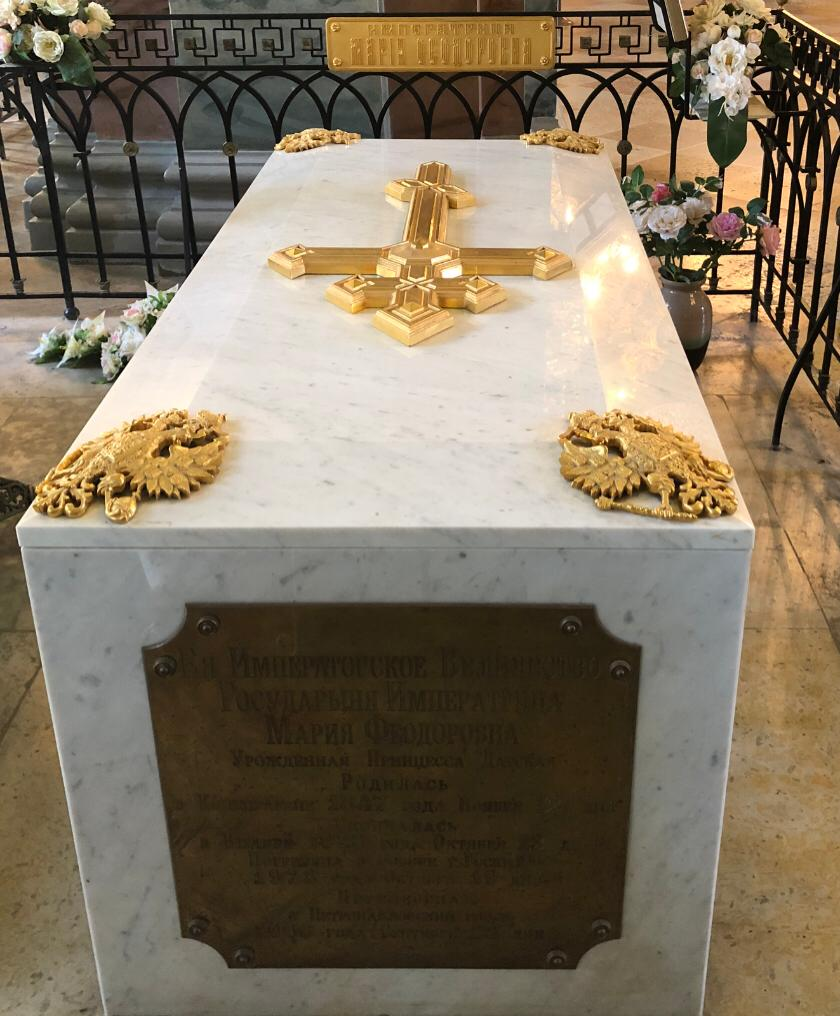
Надгробие в Петропавловском соборе

### Прощание в России
Утром 26 сентября датский корабль «Эсберн Снаре» с гробом, в котором находились останки императрицы Марии Фёдоровны, прибыл в порт Кронштадта. В российских территориальных водах его встретил сторожевой корабль Балтийского флота «Неустрашимый» и сопроводил в порт. На борту фрегата ВМФ России находился командующий Балтийским флотом вице-адмирал Константин Сиденко. По прибытии датского судна в порт российский военный корабль «Смольный» встретил их 31 орудийным залпом.
В готической капелле храма святого Александра Невского в Петергофе была совершена панихида по императрице. Помещение церкви не смогло вместить всех желающих и бо́льшая их часть осталась на улице. Панихиду совершил архиепископ Константин, ректор Санкт-Петербургской духовной академии. Перед началом панихиды гроб с останками императрицы в церковь внесла рота почётного караула, а за ним проследовали члены семьи Романовых, а также представители официальной делегации. На мероприятии присутствовали датский кронпринц Фредерик и губернатор Санкт-Петербурга Валентина Матвиенко. В храме святого Александра Невского гроб с останками Марии Фёдоровны пробыл два дня, чтобы все желающие могли проститься с её прахом.
28 сентября гроб с останками императрицы Марии Фёдоровны был захоронен в соборе святых Петра и Павла Петропавловской крепости рядом с могилой её мужа Александра III. После этого Патриарх Алексий II и митрополит Владимир бросили на гроб землю, специально переданную для церемонии королевой Дании Маргрете II. Потомки семьи Романовых по очереди бросили горсть земли в могилу. Прозвучал 31 пушечный залп, по количеству залпов, которые были произведены, когда датская принцесса прибыла в Петербург 140 лет назад. На могилу было установлено белое мраморное надгробие с золочёным крестом наверху, идентичное надгробиям в императорской усыпальнице.

## Картины Марии Фёдоровны

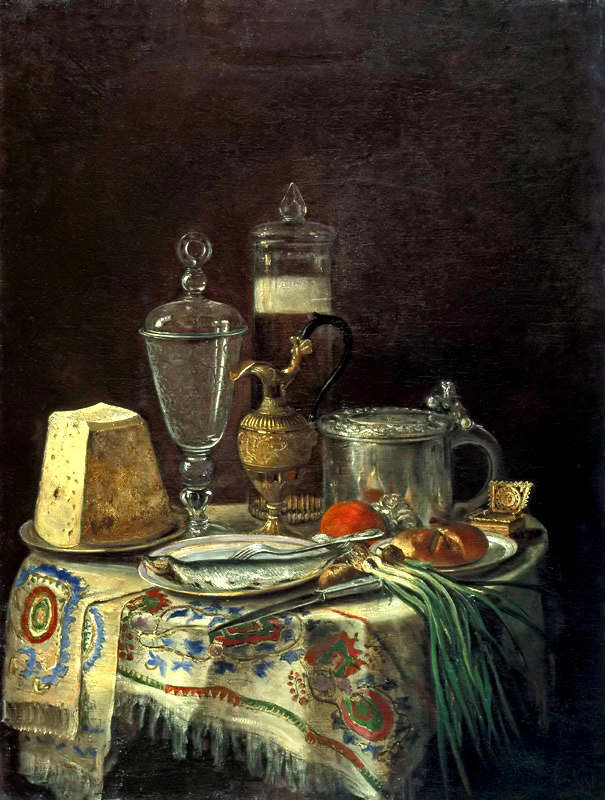
Натюрморт. 1868
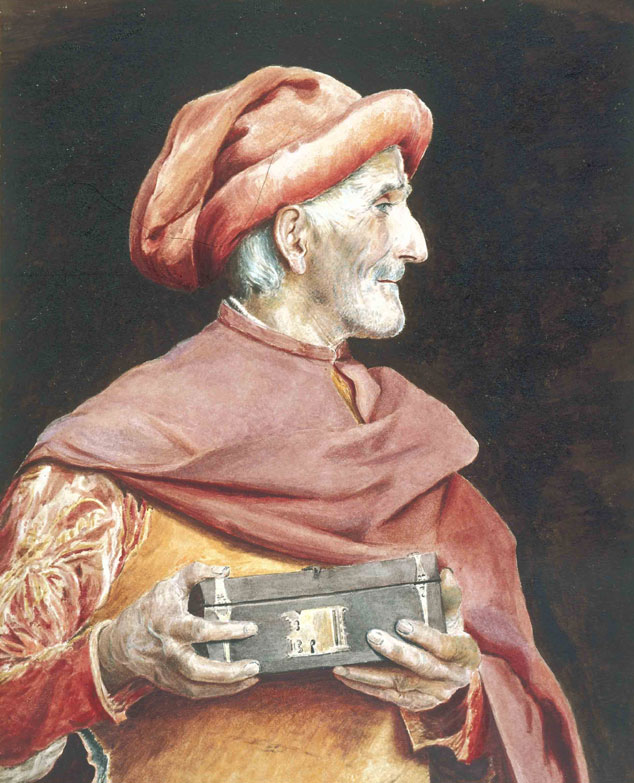
Скупой. 1890

## Кино- и телевоплощения
- «Трагедия империи» (1938) — Габриэль Робин / Gabrielle Robinne
- «Николай и Александра» (1971) — Айрини Уорт
- «Анастасия: Загадка Анны» (1986) — Оливия де Хэвилленд (премия «Золотой глобус» за лучшую женскую роль второго плана — мини-сериал, телесериал или телефильм)
- «Сибирский цирюльник» (1998) — Изабель Рено
- «Столыпин… Невыученные уроки» (2006) — Мария Великанова
- «Звезда империи» (2007) — Анастасия Гребенкина
- «Распутин» (2011) — Тамара Колесникова
- «Матильда» (2017) — Ингеборга Дапкунайте
- «Последние цари» (2019) — Бернис Стиджерс
- «Столыпин» (2024) — Екатерина Волкова

## Памятники
На территории Российской империи ещё при жизни императрицы были сооружены несколько небольших памятников-обелисков в честь её посещения того или иного места. Известны следующие памятники:
- Рядом с деревней Лексвалл, близ городка Экенес (Таммисаари) в Финляндии в 1887 году был сооружён памятник, представляющий собой 2-метровую гранитную плиту-обелиск с надписями на шведском языке о посещении императрицей этого очень живописного места. Памятник сохранился. [источник не указан 4923 дня]
- В Лигово (пригород Санкт-Петербурга) 24 июня 1901 года был освящён увенчанный двуглавым орлом обелиск, сооружённый в память о посещении императрицей 8 июля 1897 года местной пожарной дружины имени Петра Великого. После 1917 года памятник был уничтожен. [источник не указан 4923 дня]
- Возле станции Игналино (ныне территория Литвы) 5 сентября 1911 года был открыт обелиск в память об остановке на этой станции 5 августа 1910 года поезда императрицы, совершившей здесь небольшую прогулку. Судьба памятника после 1915 года неизвестна[18].
- В деревне Усть-Сарапулке Сарапульского уезда Вятской губернии находился 4,6-метровый каменный обелиск, воздвигнутый в честь императрицы и увенчанный луковичной главкой со крестом. Время сооружения памятника и его судьба после 1917 года неизвестны[19].

В недавнее время были открыты новые памятники императрице:
- В 1997 году в Копенгагене, во дворе Александро-Невской церкви был открыт бронзовый бюст императрицы, отлитый по модели скульптора М. М. Антокольского (мраморный оригинал 1887 года находится в Государственном Эрмитаже). Бюст был установлен по инициативе директора Королевской серебряной палаты Дании Оле Крога.
- 26 сентября 2006 года бронзовый бюст императрицы был открыт в Петергофе, в парке Александрия (рядом с Коттеджем). Отлит по модели скульптора В. М. Клыкова.
- 27 сентября 2006 года бронзовый бюст императрицы был открыт в Санкт-Петербурге, в гостинице «Маршал» (Шпалерная ул., 41). Отлит по модели скульптора В. М. Клыкова (копия предыдущего).

### Комментарии
1. ↑  Мария София Фредрика была женой датскего короля Фредерика VI и тетей отца Дагмара.
2. ↑  Дагмара Богемская была женой короля Дании Вальдемара II Победоносного и  дочерью короля Богемии Отакара I.
3. ↑  Фредерик, будущий король Дании, в 1869 году вступил в брак с дочерью шведского короля Луизой; Александра вышла замуж в 1863 году за будущего короля Великобритании Эдуарда VII; Вильгельм стал королём Греции и женился в 1867 году на великой княжне Ольге Константиновне; Дагмар в 1866 году вышла замуж за будущего императора России Александра III; Тира в 1878 году вышла замуж за кронпринца Эрнста Августа II Ганноверского; Вальдемар женился в 1885 году на французской принцессе Марии Орлеанской[4].